# Zając amerykański
Zając amerykański (Lepus americanus) – gatunek ssaka z rodziny zającowatych (Leporidae).

## Zasięg występowania
Zając amerykański występuje w Ameryce Północnej zamieszkując w zależności od podgatunku:
- L. americanus americanus – środkowa i wschodnia Kanada (południowo-zachodnie Terytoria Północno-Zachodnie, południowo-wschodni Nunavut, większość Alberty, Saskatchewan, Manitoba, południowe i południowo-wschodnie Ontario, Quebec, Labrador i Nowa Fundlandia), także w północno-środkowej części Stanów Zjednoczonych (północno-wschodnia Montana i Dakota Północna).
- L. americanus bairdii – południowo-zachodnia Kanada (południowo-wschodnia Kolumbia Brytyjska i południowo-zachodnia Alberta) oraz zachodnio-środkowe Stany Zjednoczone (zachodnia i środkowa Montana, Idaho, zachodnie i południowo-środkowe Wyoming, północno-wschodnie i środkowe Utah, północno-zachodnie i środkowe Kolorado oraz północno-środkowy Nowy Meksyk).
- L. americanus cascadensis – południowo-zachodnia Kanada (południowo-środkowa Kolumbia Brytyjska) i północno-zachodnie Stany Zjednoczone (południowo-środkowy, środkowy i północno-środkowy Waszyngton).
- L. americanus columbiensis – Góry Skaliste w południowo-zachodniej Kanadzie (południowo-wschodnia Kolumbia Brytyjska, środkowo-zachodnia Alberta) i północno-zachodnich Stanach Zjednoczonych (północno-wschodni kraniec Waszyngtonu).
- L. americanus dalli – Alaska (Stany Zjednoczone) i północno-zachodnia Kanada (północno-zachodnia Alberta, północna Kolumbia Brytyjska, Jukon z wyjątkiem północnego krańca, południowe i zachodnie Terytoria Północno-Zachodnie).
- L. americanus klamathensis – zachodnie Stany Zjednoczone (południowo-zachodni Oregon i północna Kalifornia).
- L. americanus oregonus – zachodnie Stany Zjednoczone (północno-wschodni i środkowy Oregon).
- L. americanus pallidus – południowo-zachodnia Kanada (zachodnio-środkowa i środkowa Kolumbia Brytyjska).
- L. americanus phaeonotus – zachodnie regiony Wielkich Jezior w południowo-środkowej Kanadzie (południowo-wschodni kraniec Saskatchewan, południowa Manitoba, południowo-zachodnie Ontario) i północno-środkowe Stany Zjednoczone (północno-wschodni kraniec Dakoty Północnej, Minnesota, północne Wisconsin i północne Michigan).
- L. americanus pineus – południowo-zachodnia Kanada (południowo-środkowy kraniec Kolumbii Brytyjskiej) i północno-zachodnie Stany Zjednoczone (wschodni Waszyngton, północne Idaho, północno-zachodni kraniec Montany).
- L. americanus seclusus – północno-środkowe Stany Zjednoczone (południowo-środkowy kraniec Montany, północno-środkowy kraniec Wyoming).
- L. americanus struthopus – wschodnia Kanada (wschodni Quebec, Nowy Brunszwik, Nowa Szkocja, Wyspa Księcia Edwarda) i północno-wschodnie Stany Zjednoczone (Maine).
- L. americanus tahoensis – zachodnie Stany Zjednoczone (wschodnio-środkowa Kalifornia i zachodnio-środkowa Nevada).
- L. americanus virginianus – południowo-wschodnia Kanada (południowe Ontario, południowy Quebec) oraz północno-wschodnie i wschodnie Stany Zjednoczone (od Maine do Pensylwanii i skrajnie północno-wschodniego Ohio, Tennessee i Karoliny Północnej).
- L. americanus washingtonii – południowo-zachodnia Kanada (południowo-zachodni kraniec Kolumbii Brytyjskiej) i północno-zachodnie Stany Zjednoczone (zachodni Waszyngton i zachodni Oregon).

Zając amerykański z nieznanego podgatunku został introdukowany na wyspy Kodiak (Alaska) i Anticosti (Quebec, Kanada).

## Taksonomia
Gatunek po raz pierwszy naukowo opisał w 1777 roku niemiecki przyrodnik Johann Christian Polycarp Erxleben nadając mu nazwę Lepus americanus. Holotyp pochodził z Fort Severn, w Ontario, w Kanadzie.
L. americanus różni się taksonomicznie od innych gatunków z rodzaju Lepus i nie krzyżuje się z żadnym z nich. Ponieważ taksonomowie wciąż próbują wyjaśnić zróżnicowanie gatunkowe w obrębie Lepus, taksonomia podgatunkowa nie została jeszcze opracowana. Rozpoznanie podgatunków może nie być uzasadnione faktem, że zmienność ma charakter ekokliny i podlega gradientom klimatycznym. Autorzy Illustrated Checklist of the Mammals of the World rozpoznają piętnaście gatunek monotypowy.

### Etymologia
- Lepus: łac. lepus leporis „królik, zając”[30].
- americanus: nowołac. Americanus Amerykanin, z Ameryki[31].
- bairdii: Spencer Fullerton Baird (1823–1887), amerykański ornitolog, kolekcjoner, pracownik Smithsonian Institution[32].
- cascadensis: Góry Kaskadowe (ang. Cascade Range), Ameryka Północna[31].
- columbiensis: Kolumbia Brytyjska, Kanada[31].
- dalli: William Healey Dall (1845–1927), amerykański przyrodnik[33].
- klamathensis: Fort Klamath, Klamath, Oregon, Stany Zjednoczone[12].
- oregonus: Oregon, Stany Zjednoczone[31].
- pallidus: łac. pallidus „blady”, od pallere „być bladym”[31].
- phaeonotus: gr. φαιος phaios „ciemny, brązowy”; -νωτος -nōtos „-tyły, -grzbiety”, od νωτον nōton „grzbiet, tył”[31].
- pineus: łac. pineus „sosnowy”, od pinus „sosna”[34].
- seclusus: łac. seclusus „oddalony, odosobniony, rozdzielony”, od secludere „rozdzielić”[31].
- struthopus: gr. στρουθοπους strouthopous, στρουθοποδος strouthopodos „z wróblimi łapkami, z małymi łapkami”, od στρουθος strouthos „wróbel”; πους pous, ποδος podos „stopa”[31].
- tahoensis: jezioro Tahoe, Nevada, Stany Zjednoczone[17].
- virginianus: Wirginia i Wirginia Zachodnia, Stany Zjednoczone[31].
- washingtonii: stan Waszyngton, Stany Zjednoczone[31].

## Morfologia

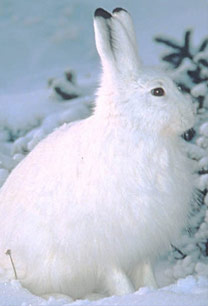
Zając amerykański w szacie zimowej

Długość ciała (bez ogona) 360–520 mm, długość ogona 25–55 mm, długość ucha 60–70 mm, długość tylnej stopy 112–150 mm; masa ciała 1,1–1,6 kg. Ubarwienie latem rdzawo lub szaro-brązowe, ciemniejsze wzdłuż grzbietu, brzuch biały, zimą białe z czarnymi końcami uszu. Uszy są krótsze niż u innych zajęcy. Samice są trochę większe od samców.

## Tryb życia
Jego siedliskiem są otwarte przestrzenie, bagna, zarośla wzdłuż rzek i rowy. Prowadzą samotniczy tryb życia, ale w dużym zagęszczeniu. Aktywne głównie w nocy, nie zapadają w sen zimowy. Mają dobry słuch. Potrafią pływać – obserwowano przypadki przepływania małych zbiorników wodnych oraz ucieczki do wody przed drapieżnikami. Żyją do 5 lat, ale w warunkach naturalnych większość osobników ginie w pierwszym roku życia. Zające amerykańskie są zwierzętami roślinożernymi, zaobserwowano również padlinożerność

### Rozród
Samica może urodzić w ciągu roku do czterech miotów złożonych z 2–8 młodych, które rodzą się w pełni owłosione i zdolne do samodzielnego poruszania się. Samica opiekuje się nimi przez 4 tygodnie.

## Znaczenie
Stanowią pokarm wielu drapieżników. Czasem niszczą drzewa.

## Zagrożenia i ochrona
Zające amerykańskie wykorzystują w walce z drapieżnikami kamuflaż i ucieczkę. Występują licznie w całym zasięgu występowania, a ze względu na dużą płodność nie są uważane za gatunek zagrożony wyginięciem.
Zając amerykański nie jest objęty konwencją waszyngtońską CITES. W Czerwonej księdze gatunków zagrożonych Międzynarodowej Unii Ochrony Przyrody i Jej Zasobów został zaliczony do kategorii LC  (niskiego ryzyka).